# Butlers Marston
Butlers Marston est un village et une paroisse civile du Warwickshire, en Angleterre.